# Wankum
 (novembre 2018).
Si vous disposez d'ouvrages ou d'articles de référence ou si vous connaissez des sites web de qualité traitant du thème abordé ici, merci de compléter l'article en donnant les références utiles à sa vérifiabilité et en les liant à la section « Notes et références ».
Wankum est un village faisant partie de Wachtendonk en Rhénanie-du-Nord-Westphalie, en Allemagne. Jusqu'à 1969 il était une municipalité dans l'arrondissement de Geldern du Land Rhénanie-du-Nord-Westphalie.
Son emplacement, près de l'autoroute A40 près de la frontière avec les Pays-Bas est avantageux.
La première mention de Wankum date de 1279. Le nom du village est dérivé de Wankheim, qui est francique pour «habitation dans les prés et les pâturages».

## Pompe à essence
À une époque, sa station-service était la plus utilisée en Allemagne. Les troupes britanniques servant en Allemagne peuvent acheter une ration de coupons de carburant pour acheter du carburant à prix réduit. Toutefois, ces coupons ne sont échangeables que dans certaines stations-service (Shell, BP et Aral).  Wankum était la dernière station avant la frontière néerlandaise à accepter des bons d'essence ;  mais ils ne le font plus.

## Galerie

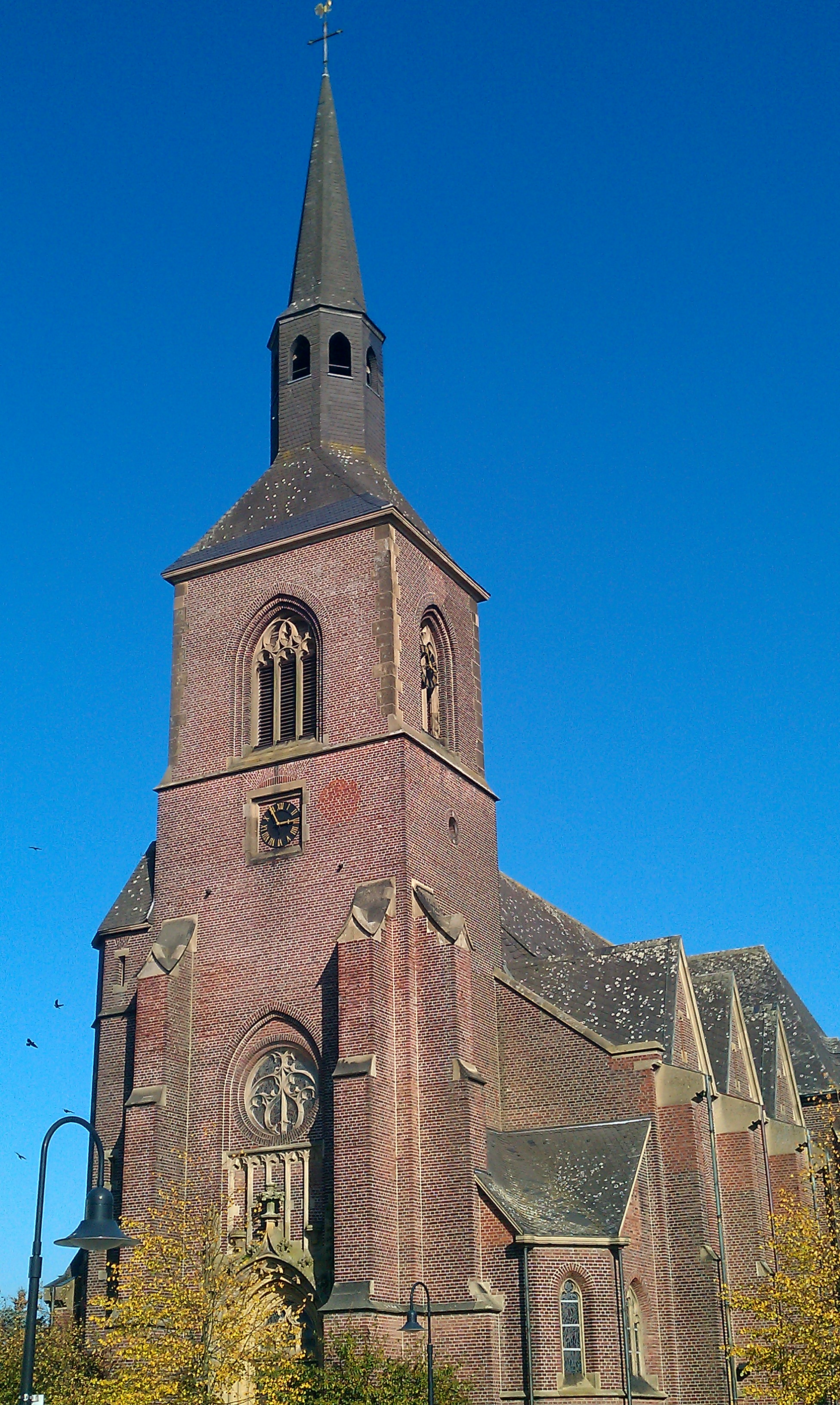
Église (saint Martin)